# ميغيل فالكون غارسيا راموس
ميغيل فالكون غارسيا راموس (بالإسبانية: Miguel Falcón)‏ (ولد في 24 أبريل 1979) هو لاعب كرة قدم إسباني معتزل كان يلعب كوسط ميدان، والمدرب الحالي لنادي ديبورتيفو طليطلة.